# FLAMES
Pour les articles homonymes, voir Flame.
Ne doit pas être confondu avec Flames.
FLAMES est le nom d'un spectrographe multi-objets installé au foyer Nasmyth A de l'UT2 du VLT en 2002. FLAMES est l'acronyme 
de Fibre Large Array Multi-Element Spectrograph. Il est composé de deux parties principales :
- un positionneur de fibres, permettant l'observation simultanée d'environ 130 objets ;
- deux liens par fibre optique, l'un vers le spectrographe à haute résolution UVES (installé au foyer Nasmyth B de l'UT2) permettant l'observation par cet instrument de 8 objets au maximum et l'autre vers le spectrographe à résolution moyenne GIRAFFE, permettant d'observer un peu plus de 120 objets simultanément.

Le positionneur de fibres, nommé OzPoz, a été construit par l'Observatoire astronomique australien.